# Hey There, It's Yogi Bear!
Hey There, It's Yogi Bear! este un film de comedie musical animat american din 1964 produs de Hanna-Barbera Productions și distribuit de Columbia Pictures. Acesta îi are în distribuție pe Daws Butler, Don Messick, Julie Bennett, Mel Blanc și J. Pat O'Malley.
Bazându-se pe serialul lui Hanna-Barbera, Ursul Yogi, acesta este primul film cinematografic produs de Hanna-Barbera, și primul astfel de film bazat pe un serial de televiziune.
În România filmul a fost difuzat pe canelele Cartoon Network și Boomerang respectiv, însă fără dublaj în limba română.

## Premisă
Primăvara a sosit în Parcul Jellystone. Yogi este mereu pus pe furat mâncarea turiștilor care vizitează parcul, însă Pădurarul Smith este deja obișnuit cu tertipurile lui și îi împiedică aproape toate încercările. Într-o bună zi, pădurarul primește un telefon de la o grădină zoologică care avea nevoie de un urs și decide să-l trimită pe Yogi. Insă Yogi n-are de gând să plece și convinge un alt urs să plece în locul lui, bineînțeles fără ca cineva să știe, nici măcar Boo Boo. Cindy Bear încearcă să-l găsească pe Yogi însă Boo Boo îi povestește că acesta fusese trimis la grădina zoologică așa că ursoaica se decide să meargă și ea acolo, așa că atunci când mâncarea continuă să dispară din Parcul Jellystone, Cindy spune că este vina ei și pădurarul o trimite și pe ea la zoo. Exact în momentul plecării ei Boo Boo îl vede pe Yogi și îi spune ce făcuse Cindy. Cei doi merg la pădurar numai ca să afle că Cindy nu fusese trimisă la aceeași grădină zoologică la care ar fi trebuit să ajungă Yogi. Între timp află si Cindy că alta era destinația ei și reușește să evadeze. Din păcate se rătăceste și cade în mâinile unui proprietar de circ. Acum rămâne în sarcina lui Yogi și Boo Boo s-o salveze pe Cindy și să o readucă în Parcul Jellystone.

## Voci
- Daws Butler - Yogi, Pilot de avion, Pădurarul Tom
- Bill Lee - Yogi (cântând)
- James Darren - Yogi (cântând)
- Don Messick - Boo-Boo, Pădurarul Smith, Pădurarul Jones, Mugger, conștiința lui Yogi, polițist blond
- Ernest Newton - Boo-Boo Bear (cântând)
- Julie Bennett - Cindy
- Jackie Ward - Cindy (cântând)
- Mel Blanc - Grifter Chizzling, Ursul din tren, Mugger (mormăituri)
- J. Pat O'Malley - Snively
- Hal Smith - Corn Pone, elan
- Jean Vander Pyl - Femeia de la hambar
- Allan Melvin - Sergent polițist
- Jonah și bocitoarele - urșii de la zoo
- Thurl Ravenscroft - ceilalți urși (mormăituri), polițist brunet